# James Urbaniak

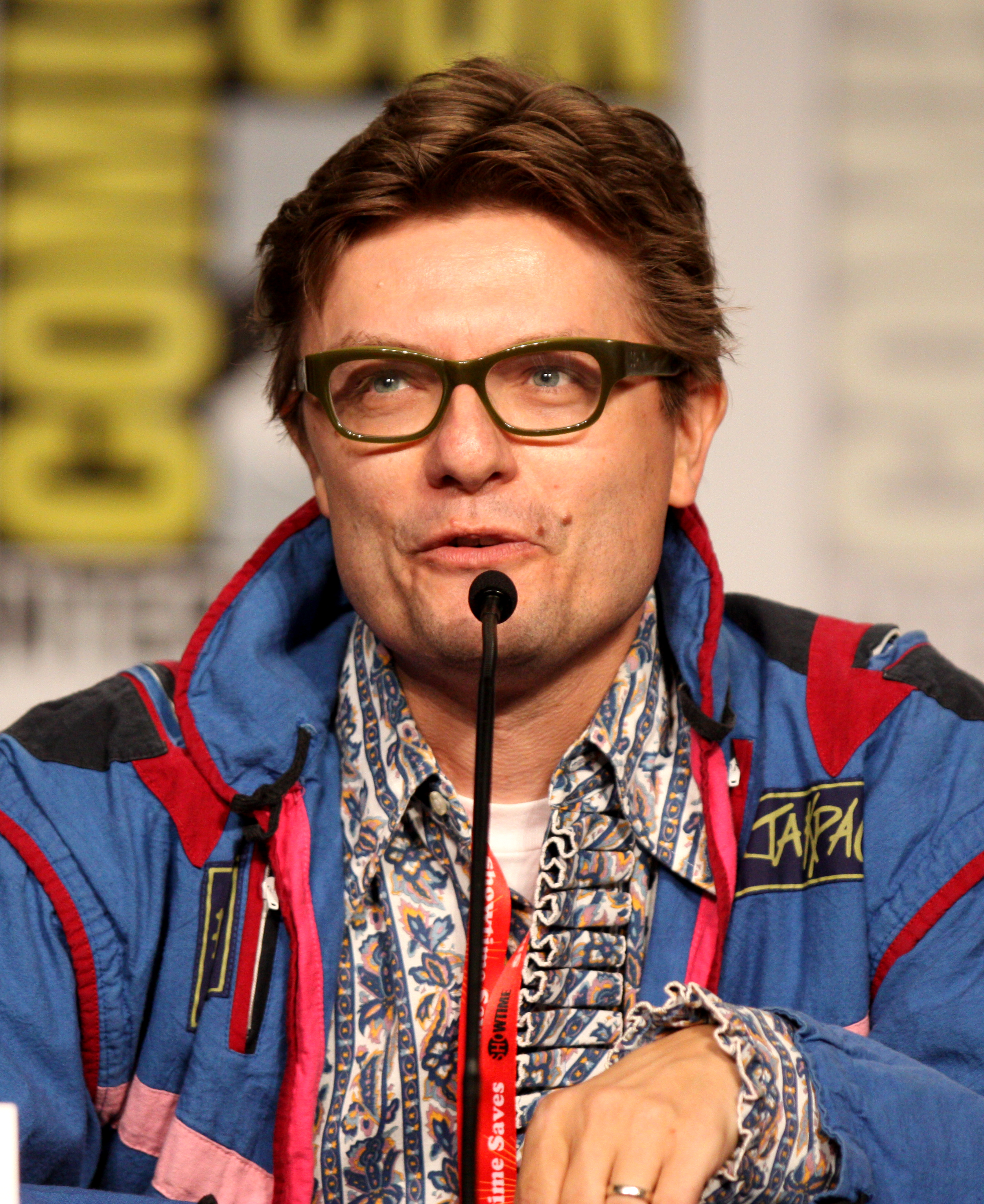
James Urbaniak auf der San Diego Comic-Con International (2011)

James Christian Urbaniak (* 17. September 1963 in Bayonne, New Jersey) ist ein US-amerikanischer Schauspieler und Synchronsprecher.

## Leben und Karriere
James Urbaniak wurde in Bayonne, im US-Bundesstaat New Jersey, geboren und ist seit 1994 als Schauspieler vor der Kamera aktiv. Seine erste Rolle spielte er in dem Kurzfilm Opera No. 1. Erstmals machte er durch seine Darstellung in Richard Foremans avantgardistischen Stück The Universe auf sich aufmerksam, für welche er mit einem Obie Award ausgezeichnet wurde. 1997 übernahm er eine der Hauptrollen in dem Film Henry Fool. Weitere Filmnebenrollen folgten etwa in Aphrodisiac, Das Buch des Lebens, Sweet and Lowdown, Intrigen – erotisch und gefährlich, No Such Thing und schließlich 2002, respektive 2003, große Rolle in Teknolust und American Splendor. Ebenfalls im Jahr 2003 übernahm er die Sprechrolle für die Figur des Dr. Venture in der Animationsserie The Venture Bros., die seitdem auf dem Sender Adult Swim läuft.
Kleine Nebenrollen in Filmen spielte er seitdem auch weiterhin durch Auftritte wie in Natürlich blond 2, Fay Grim, Nanny Diaries, Across the Universe, Die Boxtrolls und Wonderstruck.
In seiner Laufbahn war Urbaniak in einer Vielzahl US-amerikanischer Fernsehserien zu sehen, dazu zählen etwa Sex and the City, Ed – Der Bowling-Anwalt, Criminal Intent – Verbrechen im Visier, Law & Order: Special Victims Unit, Numbers – Die Logik des Verbrechens, Terminator: The Sarah Connor Chronicles, Without a Trace – Spurlos verschwunden, CSI: Miami, Navy CIS, Medium – Nichts bleibt verborgen, Weeds – Kleine Deals unter Nachbarn, Die Zauberer vom Waverly Place, Body of Proof, Unforgettable, Good Wife, The New Normal, Homeland, Scandal, The Mentalist, Hawaii Five-0, Teen Wolf, You’re the Worst, King Julien, Marvel’s Agent Carter, Dr. Ken, Brooklyn Nine-Nine, Supergirl, Teachers, Criminal Minds oder Elementary. Wiederkehrende Serienrollen übernahm Urbaniak etwa in Kidnapped – 13 Tage Hoffnung, von 2006 bis 2007, als Mr. Orwell in Electric City, als Francis Peters in H+, als Rolf in Das Büro oder von 2014 bis 2017 als Grant Grunderschmidt in Review.
Mit Animationsserien, wie Guardians of the Galaxy oder Lego Star Wars: Die Abenteuer der Freemaker, ist Urbaniak auch als Sprecher im Einsatz.
Urbaniak war seit Beginn seiner Karriere in über 190 Film- und Fernsehproduktionen zu sehen. Neben seiner Schauspieltätigkeit ist Urbaniak immer wieder Teil verschiedener Podcasts, ob nur als Erzähler oder auch als Autor und Produzent. Daneben tritt er gelegentlich in Werbespots auf und leiht er häufig Videospielfiguren seine Stimme, etwa in Manhunt, Manhunt 2, Avatar: The Game, Fallout: New Vegas, Star Wars: The Old Republic, Code Name: S.T.E.A.M. oder The Magic Circle.
Er lebt aktuell in Santa Monica bei Los Angeles, zusammen mit seiner Frau Julie und ihren Zwillingskindern Severn Jerzy und Esme Maeve.

## Filmografie (Auswahl)
- 1994: Opera No. 1 (Kurzfilm)
- 1997: Henry Fool
- 1997: The Sticky Fingers of Time
- 1998: Aphrodisiac
- 1998: Das Buch des Lebens (The Book of Life)
- 1999: Sex and the City (Fernsehserie, Episode 2x12)
- 1999: Sweet and Lowdown
- 2000: Intrigen – erotisch und gefährlich (The Intern)
- 2001: No Such Thing
- 2002: Teknolust
- 2002: Geständnisse – Confessions of a Dangerous Mind (Confessions of a Dangerous Mind)
- 2003: Briar Patch
- 2003: American Splendor
- 2003: Ed – Der Bowling-Anwalt (Ed, Fernsehserie, Episode 3x15)
- 2003: Criminal Intent – Verbrechen im Visier (Criminal Intent, Fernsehserie, Episode 2x22)
- 2003: Natürlich blond 2 (Legally Blonde 2: Red, White & Blonde)
- seit 2003: The Venture Bros. (Fernsehserie, Stimme)
- 2004: B Movie
- 2004: Law & Order: Special Victims Unit (Fernsehserie, Episode 5x25)
- 2005: Road
- 2005: The Girl from Monday
- 2005: Fortunes
- 2006: The Last Romantic
- 2006: Death of a President
- 2006: Fay Grim
- 2006–2007: Kidnapped – 13 Tage Hoffnung (Kidnapped, Fernsehserie, 13 Episoden)
- 2007: Nanny Diaries
- 2007: Across the Universe
- 2007: Numbers – Die Logik des Verbrechens (Numb3rs, Fernsehserie, Episode 4x07)
- 2008: Terminator: The Sarah Connor Chronicles (Terminator: S.C.C., Fernsehserie, 2 Episoden)
- 2008: Without a Trace – Spurlos verschwunden (Without a Trace, Fernsehserie, Episode 7x01)
- 2008: The Starter Wife – Alles auf Anfang (The Starter Wife, Fernsehserie, 4 Episoden)
- 2008: CSI: Miami (Fernsehserie, Episode 7x09)
- 2009: Navy CIS (NCIS, Fernsehserie, Episode 6x14)
- 2009: Medium – Nichts bleibt verborgen (Medium, Fernsehserie, Episode 5x01)
- 2009: Weeds – Kleine Deals unter Nachbarn (Weeds, Fernsehserie, Episode 5x05)
- 2009–2013: Das Büro (The Office, Fernsehserie, 4 Episoden)
- 2010: Drones
- 2010: The Life & Times of Tim (Fernsehserie, Episode 2x06)
- 2010: Ein Leben für den Tod (You Don't Know Jack, Fernsehfilm)
- 2010: Beware the Gonzo
- 2010: Hello Lonesome
- 2011: The Music Never Stopped
- 2011: Sound of my Voice
- 2011: From the Head
- 2011: Die Zauberer vom Waverly Place (The Wizards of Waverly Place, Fernsehserie, Episode 4x19)
- 2011–2012: Homeland (Fernsehserie, 2 Episoden)
- 2011–2013: H+ (Fernsehserie, 5 Episoden)
- 2012: Futurestates (Fernsehserie, Episode 3x01)
- 2012: Body of Proof (Fernsehserie, Episode 2x20)
- 2012: Unforgettable (Fernsehserie, 3 Episoden)
- 2012: Metalocalypse (Fernsehserie, Episode 4x09, Stimme)
- 2012: Electric City (Fernsehserie, 9 Episoden)
- 2012: Good Wife (The Good Wife, Fernsehserie, Episode 4x02)
- 2012: The New Normal (Fernsehserie, Episode 1x10)
- 2013: Scandal (Fernsehserie, Episode 2x14)
- 2013: LearningTown (Fernsehserie, 4 Episoden)
- 2013: iSteve
- 2013: The Mentalist (Fernsehserie, Episode 6x02)
- 2013: Monsters vs. Aliens (Fernsehserie, 2 Episoden, Stimme)
- 2013: Hawaii Five-0 (Fernsehserie, Episode 4x11)
- 2014: The Occupants
- 2014: Such Good People
- 2014: Teen Wolf (Fernsehserie, Episode 4x07)
- 2014: You’re the Worst (Fernsehserie, Episode 1x06)
- 2014: Die Boxtrolls (The Boxtrolls, Stimme)
- 2014: Ned Rifle
- 2014: King Julien (Fernsehserie, Episode 1x03, Stimme)
- 2014–2017: Review (Fernsehserie, 19 Episoden)
- 2015: Marvel’s Agent Carter (Fernsehserie, 2 Episoden)
- 2015: Advantageous
- 2015: Newsreaders (Fernsehserie, Episode 2x13)
- 2015: Thrilling Adventure Hour Live
- 2015: Dr. Ken (Fernsehserie, Episode 1x02)
- 2015: Brooklyn Nine-Nine (Fernsehserie, Episode 3x03)
- 2015–2016: Gortimer Gibbon: Mein Leben in der Normal Street (Gortimer Gibbon's Life on Normal Street, Fernsehserie, 2 Episoden)
- 2015–2017: Difficult People (Fernsehserie, 28 Episoden)
- 2015–2017: Guardians of the Galaxy (Fernsehserie, 6 Episoden, Stimme)
- 2016: Happy Baby
- 2016: Dice (Fernsehserie, Episode 1x03)
- 2016: After Adderall
- 2017: Dave Made a Maze
- 2017: Supergirl (Fernsehserie, Episode 2x09)
- 2017: Rebel in the Rye
- 2017: Wonderstruck
- 2017: Apollo Gauntlet (Fernsehserie, 5 Episoden)
- 2017: Lego Star Wars: Die Abenteuer der Freemaker (Fernsehserie, 10 Episoden, Stimme)
- 2017: Teachers (Fernsehserie, Episode 2x13)
- 2018: Liberty Crossing (Fernsehserie, 3 Episoden)
- 2018: Criminal Minds (Fernsehserie, 2 Episoden)
- 2018: Elementary (Fernsehserie, Episode 6x04)
- 2018: Baymax – Robowabohu in Serie (Big Hero 6: The Series, Fernsehserie, Episode 1x14, Stimme)
- 2019: Bernadette (Where’d You Go, Bernadette)
- 2019: Lodge 49 (Fernsehserie, zwei Episoden)
- 2019: For All Mankind (Fernsehserie, 3 Episoden)
- 2020: Tesla
- 2020: Chilling Adventures of Sabrina
- 2021: 9-1-1: Lone Star (Fernsehserie, Episode 2x04)
- 2021: Things Heard & Seen
- 2021: The Morning Show (Fernsehserie, Episode 2x01)
- 2022: Better Call Saul (Fernsehserie, Episode 6x01)
- 2022: Made for Love (Fernsehserie, 2 Episoden)
- 2022: Die Fabelmans (The Fabelmans)
- 2023: Invitation to a Murder
- 2023: Oppenheimer